# Jan Sieńko
Jan Sieńko (ur. 14 kwietnia 1947 w Bełżycach) – polski polityk, działacz PZPR, poseł na Sejm III i IV kadencji.

## Życiorys
W 1979 ukończył studia na Wydziale Socjologiczno-Politycznym Wyższej Szkoły Nauk Społecznych (działającej przy Komitecie Centralnym PZPR) w Warszawie, w 1979 uzyskał stopień doktora nauk humanistycznych.
Należał do Związku Młodzieży Wiejskiej. Od 1966 do rozwiązania był członkiem Polskiej Zjednoczonej Partii Robotniczej. Od 1971 do 1975 był radnym Powiatowej Rady Narodowej. Pracował na etatach w organizacjach politycznych, m.in. w latach 1979–1985 jako przewodniczący zarządu wojewódzkiego Związku Socjalistycznej Młodzieży Polskiej w Słupsku. Od 1985 do 1990 pełnił funkcję wicedyrektora delegatury Najwyższej Izby Kontroli.
Sprawował mandat posła III i IV kadencji z ramienia Sojuszu Lewicy Demokratycznej z okręgów słupskiego i gdyńskiego. W 2005 nie został ponownie wybrany. W 2018 z listy SLD Lewica Razem bez powodzenia kandydował na radnego Słupska. W 2024 wystartował natomiast na radnego Sejmiku Województwa Pomorskiego.